# Erik A. Frandsen
Erik August Frandsen (* 20. April 1957 in Randers) ist ein dänischer Maler und Grafiker, der in Brüssel lebt.

## Leben und Werk
Erik A. Frandsen ist als Künstler Autodidakt. Von 1976 bis 1979 studierte er Keramik in Griechenland, verbrachte Zeit mit Bildhauerei in Carrara. In Paris arbeitete er grafisch. 1981 zog Frandsen nach Kopenhagen. Dort gründete er zusammen mit Christian Lemmerz das Künstlerkollektiv „Værkstedet Værst“. Lars Nørgård, Jakob Schokking, Dorte Østergaard Jakobsen, Ane Mette Ruge und Inger Bech Hansen sind Mitglieder der Gruppe. Frandsen war Beginn der 1980er Jahre Teil der Neuen Wilden.
Neben zahlreichen Ausstellungen in renommierten Museen war Erik A. Frandsen 1992 Teilnehmer der documenta IX in Kassel. 2013 wurde Erik A.Frandsen mit dem Dannebrogorden geehrt.